# Bitva u Mardž Ajjún
Bitva u Mardž Ajjún se odehrála 10. června 1179 mezi křižáckým Jeruzalémským královstvím a egyptským sultánem Saladinem. Bitva skončila porážkou jeruzalémského vojska a samotný jeruzalémský král Balduin IV., který trpěl malomocentstvím, v bitevní vřavě jen těsně unikl zajetí.

## Předchozí události
Roku 1177 Saladinova armáda podnikla invazi do latinského Jeruzalémského království z Egypta. Zatímco část jeho armády oblehla Askalon, kde byl i jeruzalémský král Balduin IV., zbytek vojsk pochodoval na Jeruzalém – hlavní město Jeruzalémského království, které v té chvíli mělo jen minimální posádku. Králi Balduinovi IV. se nicméně podařilo z obklíčení doručit templářům v Gaze rozkaz, aby napadli Saladinovu armádu ze zálohy. Saladin musel začít ustupovat, pronásledovaný oddíly jeruzalémských baronů, kteří se shromáždili v hradu Ibelin a jali se muslimy pronásledovat. U hradu Montgisard křižáci Saladina dohnali a rozprášili Saladinovy mamlúky. Zbytek egyptské armády v čele se svým vůdcem ustoupil přes Sinaj zpět do Egypta.
Roku 1179 Saladin útok na Jeruzalémské království zkusil znovu, tentokrát invazi podnikl od severu z Damašku. Hlavní Saladinova armáda se utábořila v Baniasu v Golanských výšinách. Saladin odtud vysílal své jezdecké oddíly plundrovat vesnice a ničit úrodu do okolí Sidonu. Vesničané zbídačeni saracénskými nájezdy by tak nebyli schopni platit daně a dávky svým křižáckým pánům. Pokud by nebyl Saladin zastaven, jeho ničivá politika by oslabila Jeruzalémské království.
V reakci na Saladinovy útoky král Balduin IV. shromáždil jeruzalémské vojsko do města Tiberias, ležícího na břehu Galilejského jezera. Odtud Evropané vrazili směrem na severozápad k pevnosti Safed. Tímto směrem křižáci došli k hradu Toron, ležícího 13 mil (21 km) jihovýchodně od přístavního města Tyros. Jeruzalémské vojsko, posílené o oddíly templářského řádu vedené samotným velmistrem řádu Odonem de Saint-Amand a armádu hraběte z Tripolisu Raimonda, z Toronu vyrazilo na severovýchod, aby se střetlo se Saladinem.

## Bitva
Křižáci mohli z vyvýšeniny zpovzdálí vidět stany Saladinova ležení od východní strany, nadosah středomořského pobřeží. Král Balduin a jeho šlechtici se rozhodli sestoupit na planinu a svést bitvu v otevřeném terénu. Jak franská armáda postupovala z kopce dolů, tak oddíly jezdců předjížděly pomalé pěšáky, čímž se armáda rozdělovala. O několik hodin později se vojsko znovu přeskupilo a vzápětí narazilo na oddíly Saladinových jezdců, které se vracely z kořistnického nájezdu na okolní vesnice. Křižáci tyto muslimy snadno porazili.
Křižáci ve víře, že bitva je vyhrána, povolili v ostražitosti a rytíři Raimonda z Tripolisu a templáři Odona de Saint-Amand se přesunuli na vyvýšeninu mezi městem Mardž Ajjún a řekou Lítání. Křižácká pěchota se zatím utábořila a vojáci odpočívali od kvapného pochodu.
Náhle se na obzoru vynořil Saladinův hlavní voj a zaútočil na překvapenou křižáckou armádu. Jeruzalémská armáda, nepřipravená na boj, byla tvrdě poražena. Současníci porážku kladli za vinu templářskému velmistrovi Odonu de Saint-Amand, který byl v bitvě zajat. Samotný král zajetí jen těsně unikl. Kvůli své nemoci nebyl Balduin schopný uprchnout na koni, ale jeden z rytířů jeho osobní stráže krále zvedl a prosekávaje si cestu skrze řady Saladinových vojáků krále odnesl do bezpečí. Mnoho Franků, kteří bitvu přežili, nalezli útočiště v hradu Beaufort, který se nacházel přibližně 9 kilometrů jihozápadně od bitevního pole.

## Následky
Saladin okamžitě využil svého skvělého vítězství. V následné bitvě u Jákobova brodu zničil nově budovanou pevnost Le Chastelet. Křižáčtí vůdci se snažili z porážky poučit a pro několik následujících Saladinových tažení – bitva u hradu Belvoir roku 1182 a Bitva u al-Fule o rok později – zachovávali striktně defenzivní taktiku a politiku. Tito baroni se později v 80. letech 12. století dostali do konfliktu s novou generací šlechticů, kteří do Svaté země přišli z Evropy, kteří prosazovali ofenzivní politiku vůči Saladinovi. Ti také s nástupem francouzského rytíře Guye de Lusignan na jeruzalémský trůn získali převahu u dvora a měli podíl na katastrofální porážce jeruzalémské armády v bitvě u Hattínu roku 1187, po níž bylo Saladiněm dobyto téměř celé území Jeruzalémského království, včetně hlavního města.